# Цесаренко, Иван Григорьевич
Иван Григорьевич Цесаренко (укр. Іван Григорович Цесаренко; 1 декабря 1922, село Броварки, ныне Полтавская область Украины — 1 февраля 1986, Харьков, Украинская ССР, СССР) — советский украинский юрист. Участник Великой Отечественной войны С 1963 по 1968 год возглавлял Коминтерновский райсовет Харькова, а затем вплоть до своей смерти был прокурором Харьковской области. Заслуженный юрист Украинской ССР, кандидат юридических наук (1973).

## Биография
В 1973 году в Харьковском юридическом институте под научным руководством доцента Р. С. Павловского и с официальными оппонентами доцентом Р. В. Бершедой и профессором Я. Н. Уманским успешно защитил диссертацию на соискание учёной степени кандидата юридических наук по теме «Организационно-правовые формы контроля местных Советов депутатов трудящихся за соблюдением законодательства о труде» (специальность 12.00.02).

## Семья
Его сын Сергей по состоянию на 2011 год был помощником президента Ассоциации правоохранительных органов и спецслужб РФ.

## Награды и память
За участие в Великой Отечественной войне Иван Григорьевич был удостоен орденов Отечественной войны II степени и Красной Звезды, а также медалей «За отвагу», «За освобождение Праги», «За взятие Берлина» и «За победу над Германией в Великой Отечественной войне 1941—1945 гг.»; в мирный период он был награждён орденами Трудового Красного Знамени, Дружбы народов и «Знак Почёта», нагрудным знаком «Почётный работник прокуратуры» и почётным званием «Заслуженный юрист Украинской ССР».
https://khar.gp.gov.ua/ua/news.html?_m=publications&_t=rec&id=197925&fp=2450
https://khar.gp.gov.ua/ua/news.html?_m=publications&_t=rec&id=165888